# Caverna Apidima
A caverna Apidima está localizada na costa ocidental da península Mani, no sul da Grécia. A investigação sistemática da caverna levou à descoberta de fósseis de Neandertal e Homo sapiens da era paleolítica. O fóssil do H. sapiens é o primeiro exemplo de humanos modernos fora da África.

## Descrição
O complexo da Caverna de Apidima é uma caverna cárstica formada no penhasco de calcário na costa oeste da península de Mani, no sul da Grécia. O nível do mar foi reduzido em mais de 100 metros durante a era do gelo, e várias cavernas ao redor do mundo, incluindo a Caverna de Apidima, estavam distantes da costa oceânica e foram ocupadas pelas primeira pessoas. As cavernas abrem-se na face de um grande penhasco marítimo e hoje só são acessíveis por barco.

## Fósseis deHomo sapiens
Os pesquisadores descobriram dois fósseis significativos na Caverna Apidima "A" em 1978, os dois fósseis são agora referidos como Apidima 1 e Apidima 2. Ferramentas de pedra foram encontradas em todas as quatro cavernas. Uma pesquisa publicada em julho de 2019, indica que o fragmento do crânio do Apidimia 2 (designado LAO 1/S2) tem morfologia Neandertal, sendo datado de há mais de 170 mil anos. O fóssil do crânio do Apidima 1 (designado LAO 1/S1) é mais antigo, datado de há mais de 210 mil anos e apresenta uma mistura de características humanas e primitivas modernas.
Isto faz do Apidima 1 a mais antiga evidência da espécie Homo sapiens fora da África, por mais de 150 mil anos a mais do que o anterior H. sapiens encontrado na Europa.
A pesquisadora principal, Katerina Harvati, disse que a equipe tentará extrair DNA antigo dos fósseis, mas que ela não estava otimista em encontrar algum.